# Вила Капита (Ријети)
Вила Капита је насеље у Италији у округу Ријети, региону Лацио.
Према процени из 2011. у насељу је живело 107 становника. Насеље се налази на надморској висини од 533 м.